# ثرامة الحراج
ثُرَامَة الحِرَاج فطر كاعن الصنف غير مرغوب فيه من جنس ثرامة. رائحته رائحة الدقيق. أُرسوسته كبيرة القد تبنية اللون يعلوها مُوَاجٌ أسمر.